# Mohamed Sobhi
Mohamed Sobhi (arabisch محمد صبحي, DMG Muḥammad Ṣubḥī; * 15. Juli 1999) ist ein ägyptischer Fußballspieler, der als Torhüter für den Egyptian-Premier-League-Klub Al-Ittihad Al-Sakndary und die ägyptische U23-Nationalmannschaft spielt.

## Karriere
Nachdem Sobhi mehrere Einsätze für den Petrojet FC absolviert hatte und der Verein am Ende der Saison aus der Egyptian Premier League abgestiegen war, wechselte er zu Beginn der Saison 2019/20 Euro zur U23-Mannschaft des Al Zamalek SC. Während seiner ersten Saison wurde er auch in der ersten Mannschaft eingesetzt. Im Dezember 2020 wurde er für ein halbes Jahr an Al-Ittihad Al-Sakndary verliehen.

## Erfolge

### Zamalek
- Ägyptischer Pokalsieger: 2018/19
- Ägyptischer Supercup-Sieger: 2019/20
- CAF-Super-Cup-Sieger: 2020

### Ägypten
- U-23-Afrika-Cup-Sieger: 2019

### Individuell
- U-23-Fußball-Cup 2019 bester Torwart